# Baz Luhrmann
Baz Luhrmann, né le 17 septembre 1962 à Herons Creek (Nouvelle-Galles du Sud), est un réalisateur, scénariste et producteur australien.
Baz Luhrmann a écrit et réalisé les adaptations cinématographiques Roméo + Juliette (1996) et Gatsby le Magnifique (2013), portées par l'acteur Leonardo DiCaprio, et a réalisé les comédies musicales Ballroom Dancing (1992) et Moulin Rouge (2001), cette dernière lui valant une nomination à l'Oscar du meilleur film. Quatre de ses six longs métrages ont été sélectionnés au Festival de Cannes.
Le « style Luhrmann » se caractérise par un mélange des genres pop, baroque, burlesque que ce soit au niveau des images ou des musiques utilisées. Bien que leurs intrigues se situent au début du XXe siècle, Moulin Rouge (2001) et Gatsby le Magnifique (2013) utilisent beaucoup de chansons pop, ce qui crée un décalage avec la période où est censée se dérouler l'action. Ce principe a inspiré d'autres créations, comme les séries Les Demoiselles du téléphone et La Chronique des Bridgerton.

## Biographie

### Trilogie du Rideau Rouge (années 1990)
Baz Luhrmann s'est découvert une passion pour la scène très jeune. Ses parents pratiquant la danse, il était désireux de suivre leurs pas. Son père étant gérant d'un cinéma, Baz Luhrmann est très vite en contact avec le grand écran. C'est d'abord vers l'opéra qu'il se tourne, pour se diriger par la suite vers le théâtre et le cinéma.
L'année 1992 est marquée par la sortie de son premier long-métrage, la comédie musicale australienne Ballroom Dancing, avec Paul Mercurio et Tara Morice, dont l'action se situe dans le milieu de la danse. Les critiques sont dithyrambiques. Le réalisateur intéresse alors les studios hollywoodiens, et part donc réaliser une adaptation contemporaine de la tragédie théâtrale Roméo et Juliette, de William Shakespeare. Ce film indépendant sorti en 1996 est porté par un couple de jeunes stars montantes du cinéma américain, Claire Danes et Leonardo DiCaprio et connait un gros succès critique et commercial, surtout à l'international.
L'année suivante, il fonde avec sa femme Catherine Martin la société de production Bazmark Inq. avec laquelle ils produisent tous deux leurs différents projets, dont les films de Luhrmann.
Le réalisateur se voit confier un plus gros budget pour conclure ce qu'il appelle la Trilogie du rideau rouge : Moulin Rouge, sorti en 2001, est cette fois inspiré  du roman La Dame aux camélias, d'Alexandre Dumas fils, et a pour stars l'australienne Nicole Kidman et l'écossais Ewan McGregor. Le long-métrage est un succès critique et commercial et remporte six nominations aux Oscars.

### Trilogie Épique (années 2000-2010)

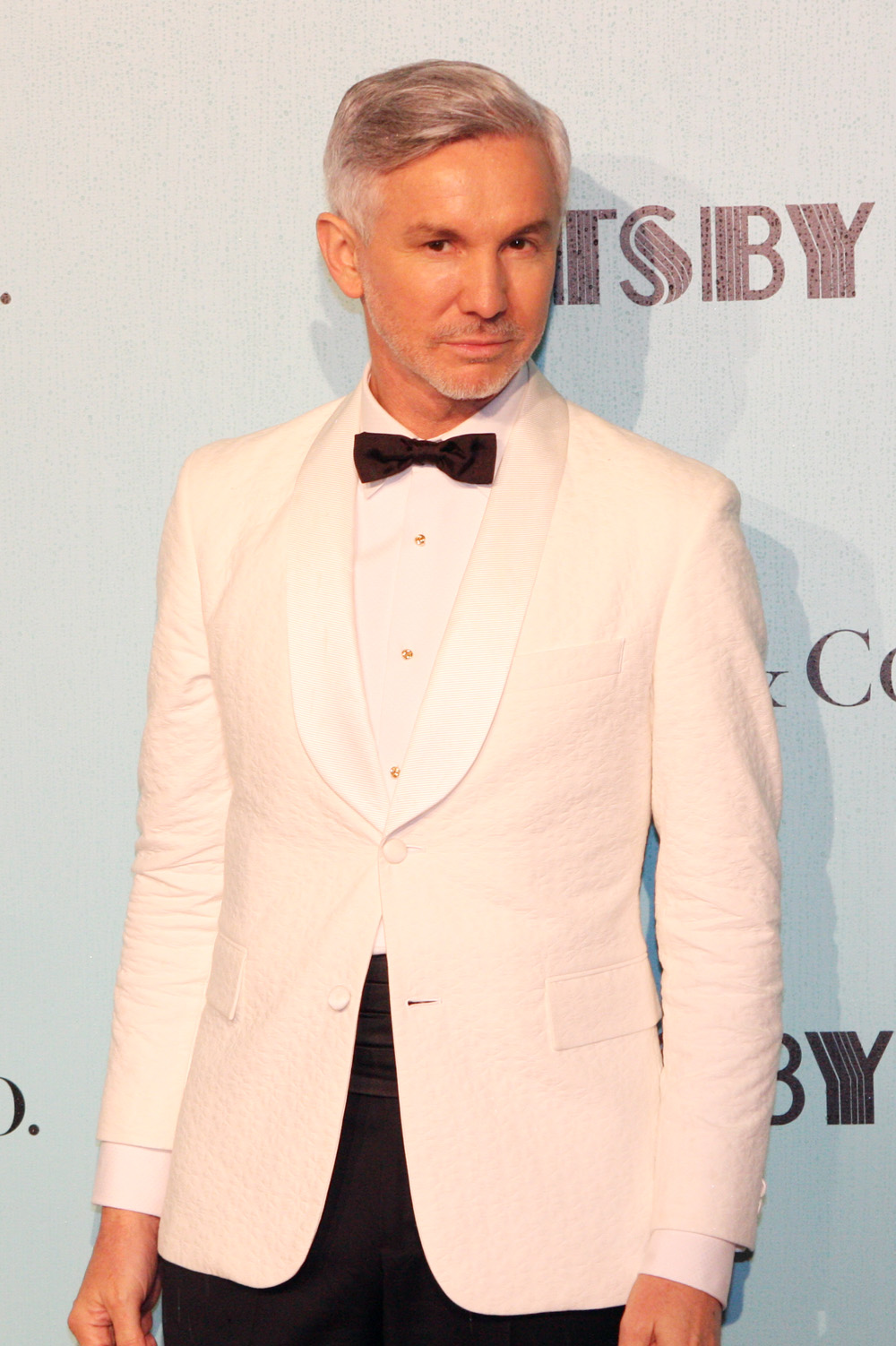
Le réalisateur à la première australienne de Gatsby le Magnifique, en mai 2013.

Au début des années 2000, le cinéaste ambitionne d'entamer une nouvelle trilogie, ouvertement romantique et épique, dans la lignée du classique Autant en emporte le vent, sorti en 1939. Il s'associe au scénariste australien Stuart Beattie pour développer l'intrigue de ces trois films, le premier devant se dérouler en Russie, le deuxième en Australie, et le troisième devant explorer la vie d'Alexandre le Grand.
Il souhaite débuter par ce dernier film et reformer pour l'occasion le couple culte Claire Danes / Leonardo DiCaprio. Cependant, Oliver Stone dévoile en 2004 sa version de la figure historique avec Alexandre, avec Colin Farrell et Angelina Jolie.
Luhrmann abandonne donc sa propre version d'Alexandre le Grand pour réaliser en 2004 la publicité la plus chère du monde, pour Chanel, avec Nicole Kidman et Rodrigo Santoro. Il ne revient au cinéma qu'en 2008 avec la grosse production Australia. Ce mélodrame marque aussi ses retrouvailles avec Nicole Kidman à qui il associe un autre compatriote, Hugh Jackman. Le long-métrage, co-production australo-américaine, divise beaucoup la critique et connaît surtout un succès commercial à l'international.
Toujours avec Stuart Beattie, il signe une nouvelle adaptation, Gatsby le Magnifique, qui lui permet cette fois de retrouver Leonardo DiCaprio. Après avoir vu plusieurs actrices, c'est l'anglaise Carey Mulligan qui décroche le premier rôle féminin, celui de Daisy. Pour ce film, sorti en 2013, l'accueil critique est encore plus mitigé et ne décroche que deux nominations aux Oscars, mais le box-office est excellent.
Le cinéaste collabore en 2015 une seconde fois avec Chanel pour une publicité : cette fois, il met en scène le mannequin Gisele Bündchen sur une reprise de You're the one that I want par Lo Fang, pour le parfum No 5.
Au lieu de conclure sa trilogie, Luhrmann s'attelle ensuite au développement et à la réalisation de sa première série télévisée, The Get Down pour Netflix. Cette série musicale en treize épisodes traite de la naissance du hip-hop à la fin des années 70. Très coûteuse, la série ne dépasse cependant pas une seule saison, raccourcie à 11 épisodes, après des critiques très mitigées.
La même année, il crée le film publicitaire The secret life of flowers (La vie secrète des fleurs) pour la campagne publicitaire ERDEM x H&M.
Début 2019, il s'attelle à la conclusion de sa trilogie épique en changeant de projet : il s'agira d'un biopic consacré à Elvis Presley, coécrit avec Stuart Beattie. Tom Hanks est choisi pour incarner le manager de l'icône et Austin Butler pour incarner le personnage principal. Elvis sort à l'été 2022 et s'impose comme son grand retour en force. Il lui permet d'obtenir sa 2e nomination aux Oscars.

### Vie privée
Il est marié à Catherine Martin. Ils ont deux enfants : Lillian Amanda, née le 10 octobre 2003 et William Alexander, né le 8 juin 2005.

## Filmographie

### Réalisateur

#### Longs métrages
- 1992 : Ballroom Dancing (Strictly Ballroom)
- 1996 : Roméo + Juliette (Romeo + Juliet)
- 2001 : Moulin Rouge
- 2008 : Australia
- 2013 : Gatsby le Magnifique (The Great Gatsby)
- 2022 : Elvis

#### Séries
- 2016 : The Get Down - mini série télévisée
- 2022 : Farahway Downs (Australia 2.5) - mini série télévisée

### Scénariste
- 1996 : Roméo + Juliette (Romeo + Juliette)
- 2001 : Moulin Rouge
- 2013 : Gatsby le Magnifique (The Great Gatsby)
- 2022 : Elvis

### Producteur
- 1996 : Roméo + Juliette (Romeo + Juliet)
- 2001 : Moulin Rouge
- 2004 : No. 5 the Film (en) (publicité)
- 2008 : Australia
- 2013 : Gatsby le Magnifique (The Great Gatsby)
- 2022 : Elvis

### Publicités
- 2004 : No. 5 the Film (en) (en tant que réalisateur, producteur et scénariste)
- 2008 : Come Walkabout (En tant que directeur créatif. Il s'agit de deux films publicitaires, mis en scène à Shanghai et à New-York, pour Tourism Australia.)
- 2017 : The Secret Life of Flowers film publicitaire pour la campagne ERDEM x H&M

### Acteur
- 1981 : Winter of Our Dreams : Pete
- 1982 : The Dark Room : le 1er étudiant

## Théâtre
- 1984 : Strictly Ballroom (durée : 30 minutes, en tant que co-concepteur, scénariste, acteur et metteur en scène)
- 1986 : Strictly Ballroom (durée : 50 minutes, en tant que co-concepteur, scénariste, acteur et metteur en scène)
- 1986 : Crocodile Creek (en tant que co-concepteur et metteur en scène)
- 1988 : Lake Lost (en tant que co-concepteur et metteur en scène ; il s'agit d'un opéra expérimental pour l'Australian Opera.)
- 1988 : Haircut (en tant que co-concepteur et metteur en scène ; il s'agit d'une réadaptation de la comédie musicale Hair.)
- 1988 : Strictly Ballroom (en tant que metteur en scène et scénariste ; retravaillé à partir des versions de 1984 et 1986)
- 1989 : Dance Hall (en tant que co-concepteur et metteur en scène ; dans le cadre du Sydney Festival)
- 1990 : La Bohème (en tant que metteur en scène ; opéra pour l'Australian Opera et joué  au Sydney Opera House.)
- 1993 : A Midsummer Night's Dream (en tant que metteur en scène ; version hindou de l'opéra de Benjamin Britten, pour l'Australian Opera)
- 2002 : La Bohème (en tant que metteur en scène ; production pour Broadway)

## Distinctions

### Récompenses
- London Critics Circle Film Awards 1992 : meilleur nouveau venu pour Balroom Dancing
- Berlinale 1997 : Prix Alfred-Bauer pour Roméo + Juliette

### Nominations
- AACTA Awards 1992 : meilleur scénario original pour Ballroom Dancing
- Golden Globes 1994 : Meilleur film musical ou comédie pour Ballroom Dancing
- BAFA Award 1998 : meilleure réalisation pour Roméo + Juliette
- MTV Movie & TV Awards 1998 : meilleur film pour Roméo + Juliette
- AACTAA Awards 1998 : meilleur film étranger pour Roméo + Juliette
- LFCC Award 1998 : meilleur réalisateur de l'année pour Roméo + Juliette
- Golden Globes 2002 : meilleure réalisation et meilleur film musical ou comédie pour Moulin Rouge

- BAFA Awards 2002 : meilleur film, meilleur scénario original et meilleur réalisateur pour Moulin Rouge
- Oscars 2002 : meilleur film pour Moulin Rouge
- César 2002 : meilleur film étranger pour Moulin Rouge
- Empire Awards 2002 : meilleur film pour Moulin Rouge
- Ruban d'argent 2002 : meilleur film étranger pour [Moulin Rouge
- Satellite Awards 2008 : meilleur scénario original pour Australia
- Teen Choice Awards 2008 : meilleur film romantique pour Australia
- WAFCA Awards 2013 : meilleur réalisateur pour Gatsby, le Magnifique
- Hollywood Critics Association Midseason Awards 2022 : meilleur réalisateur pour Elvis
- Golden Globes 2023 : meilleur film dramatique et meilleure réalisation pour Elvis
- Oscars 2023 : meilleur film pour Elvis

### Sélections
- Festival de Cannes 1992 : sélection Un certain regard pour Balroom Dancing
- Berlinale 1997 : en compétition pour Roméo + Juliette
- Festival de Cannes 2001 : film d'ouverture, en compétition pour Moulin Rouge
- Festival de Cannes 2013 : film d'ouverture, hors-compétition pour Gatsby, le Magnifique
- Festival de Cannes 2022 : hors-compétition pour Elvis